# Microchrysa elmari
Microchrysa elmari är en tvåvingeart som beskrevs av Lindner 1960. Microchrysa elmari ingår i släktet Microchrysa och familjen vapenflugor. Inga underarter finns listade i Catalogue of Life.